# Campeonato Sergipano Série A2 2016
In 2016 werd het 27ste Campeonato Sergipano Série A2 gespeeld voor voetbalclubs uit de Braziliaanse staat Sergipe. De competitie werd georganiseerd door de FSF en werd gespeeld van 8 oktober tot 19 november. Frei Paulistano werd kampioen. 

## Eerste fase

### Groep A
| Plaats | Club         | Wed. | W | G | V | Saldo | Ptn. |
| ------ | ------------ | ---- | - | - | - | ----- | ---- |
| 1.     | Botafogo     | 6    | 5 | 0 | 1 | 12:6  | 15   |
| 2.     | Olímpico     | 6    | 3 | 2 | 1 | 13:4  | 11   |
| 3.     | Boquinhense  | 6    | 1 | 1 | 4 | 5:12  | 4    |
| 4.     | Independente | 6    | 1 | 1 | 4 | 5:13  | 4    |

|  | Geplaatst voor tweede fase |

### Groep B
| Plaats | Club            | Wed. | W | G | V | Saldo | Ptn. |
| ------ | --------------- | ---- | - | - | - | ----- | ---- |
| 1.     | Frei Paulistano | 6    | 5 | 1 | 0 | 11:3  | 16   |
| 2.     | Coritiba        | 6    | 1 | 4 | 1 | 4:4   | 7    |
| 3.     | Aracaju         | 6    | 1 | 2 | 3 | 2:5   | 5    |
| 4.     | Maruinense      | 6    | 0 | 3 | 3 | 3:8   | 3    |

|  | Geplaatst voor tweede fase |

### Groep C
| Plaats | Club            | Wed. | W | G | V | Saldo | Ptn. |
| ------ | --------------- | ---- | - | - | - | ----- | ---- |
| 1.     | América         | 6    | 4 | 1 | 1 | 9:3   | 13   |
| 2.     | Propriá         | 6    | 4 | 0 | 2 | 8:6   | 12   |
| 3.     | Rosário Central | 6    | 2 | 0 | 4 | 4:9   | 6    |
| 4.     | Canindé         | 6    | 1 | 1 | 4 | 4:7   | 4    |

|  | Geplaatst voor tweede fase |

## Tweede fase
In geval van gelijkspel wint de club met het beste resultaat in de eerste fase.
|  | halve finale    | halve finale | halve finale | halve finale |  |                 | finale | finale | finale | finale |
|  |                 |              |              |              |  |                 |        |        |        |        |
|  |                 |              |              |              |  |                 |        |        |        |        |
|  | Propriá         | 0            | 0            | 0            |  |                 |        |        |        |        |
|  | Frei Paulistano | 1            | 4            | 5            |  |                 |        |        |        |        |
|  |                 |              |              |              |  | Frei Paulistano | 0      | 0      | 0      |        |
|  |                 |              |              |              |  | Botafogo        | 0      | 0      | 0      |        |
|  | América         | 0            | 0            | 0            |  |                 |        |        |        |        |
|  | Botafogo        | 0            | 2            | 2            |  |                 |        |        |        |        |

### Kampioen
| Campeonato Sergipano de 2016 - Série A2 |
| Sergipe                                 |
| --------------------------------------- |
| FREI PAULISTANO Kampioen (1° titel)     |